# Teresa Gironès i Villanua
Teresa Gironès i Villanua   (Barcelona, 1941 - Reus, 6 de setembre de 2016) va ser una ceramista i escultora catalana. Va realitzar més de dues-centes exposicions arreu del món i va ser membre de l'Acadèmia Internacional de Ceràmica. Va incorporar altres tècniques a la seva obra, com la serigrafia, que feia servir, sobretot, per expressions de cares i dels ulls. Una altra característica de la seva obra és que incorporava la presència d'animals i de persones. Els gossos expressaven l'estima, els gats la independència i els peixos la fredor.
La seva filla, Montserrat Ros, ha recuperat part de la seva obra i l'exposa al seu antic taller del barri de la Vila de Gràcia, al carrer de Verdi número 44.